# Edward Sexton
Edward Sexton (født 9. november 1942, Dagenham, Essex - 26. juli 2023 ) var en britisk skrædder fra Savile Row, modedesigner og produktionskonsulent. Sexton er blevet kaldt for en af nøglepersonerne i Savile Rows historie.

## Opvækst
Edward Sexton gik på English Martyrs School (i Southwark) fra 1953–1957. Efter han forlod skolen begyndte han at arbejde for Lew Rose i 1957, der var en producent af jakkesæt i East London, hvor han modtog sin første træning.
I 1959 gik Sexton i lære under Jerry Vanderstine, der fremstillede frakker der arbejdede for Harry Hall i Regent Street, London. I 1959 spurgte John Oates, der var tilskærer hos Harry Hall, om Sexton ville komme og arbejde som assisterende tilskærer. I 1961 arbejdede Sexton for Cyril A. Castle, der var en berømt skrædder, som assisterende jakketilskærer og buksetilskærer. Mens han arbejdede for Cyril A. Castle fik Sexton ansvar for tilskæring og han gennemgik et kursus i tilskæring af bukser på Burner Street Technical College, der senere er blevet en del af London College of Fashion.
I 1962 flyttede Sexton til Kilgour French and Stanbury, hvor han afsluttede sin læretid. I 1966 fik han sit første job som tilskærer hos Welsh and Jefferies, hvor han både tilskar militær-og civilbeklædning. Sexton tog ture til Royal Military Academy Sandhurst for at fremstille uniformer til officerer.

## Nutters of Savile Row
I 1967 begyndte Sexton at arbejde som tilskærer for Donaldson, Williams and Ward, hvor han mødte den unge sælger Tommy Nutter. Nutter anerkendt ehurtigt Sextons talent, og de begyndte sammen at arbejde for private kunder. Igenem deres arbejde udviklede de en stil med taljerede jakker med bredt revers og paralleller bukser, sm over årene udviklede sig.
Den 14. februar 1969 åbnede Sexton og Nutter deres butik og værksted kaldet Nutters of Savile Row i Savile Row, med støtte fra Cilla Black, Bobby Willis, James Vallance White og Peter Bron. Dette var den første nye skrædderforretning i Savile Row i 120 år.
Nutter var den kreative drivkraft, mens Sexton producerede traditionel skræddersyet tøj. I en dokumentar om forretningen på BBC blev der sagt at "Sexton var geniet bag Nutters." I 1976 forlod Tommy Nutters of Savile Row and Sexton became managing director.
Sexton fortsatte som administrerende direktør indtil 1982, hvor han flyttede fra 35a til 36-37 i samme gade, og ændrede navnet til Edward Sexton.